# Saint-Parres-lès-Vaudes
Saint-Parres-lès-Vaudes är en kommun i departementet Aube i regionen Grand Est (tidigare regionen Champagne-Ardenne) i nordöstra Frankrike. Kommunen ligger  i kantonen Bar-sur-Seine som ligger i arrondissementet Troyes. År 2022 hade Saint-Parres-lès-Vaudes 1 079 invånare.

## Befolkningsutveckling
Antalet invånare i kommunen Saint-Parres-lès-Vaudes
Referens: INSEE